# Józef Bohdan Zaleski
Józef Bohdan Zaleski, född 14 februari 1802 i Bohatyrka, guvernementet Kiev, död 31 mars 1886 i Villepreux nära Paris, var en polsk skald.
Zaleski tillbringade hela sin ungdom i Lillryssland (nuvarande Ukraina), varvid han under flera år för sin hälsas skull var inackorderad hos en enkel ukrainsk bonde på stäppen. Han blev student i Warszawa 1820, debuterade där som skald med en mängd romantiska smådikter (samlade i Dumy 1822), som i ett slag gav honom enorm popularitet, som han sedan livet igenom behöll. 
Zaleski levde därefter några år som informator i en del polska adelsfamiljer, tog verksam del i resningen 1830, invaldes i polska riksdagen och utmärkte sig som officer vid nationalarmén. Efter Warszawas fall 1831 emigrerade han till Paris och deltog där med Adam Mickiewicz i stiftandet av polska föreningar. Han levde sedan ett kringflackande liv, var en tid bosatt i Lwów, deltog i den slaviska kongressen i Prag 1848, företog resor till England, Tyskland, Italien och Palestina samt bosatte sig 1871 i Villepreux.
Zaleski är den främste representanten för den så kallade ukrainska skaldeskolan inom polsk litteratur. Som lyriker han tolkar sin intensiva kärlek till sin ukrainska hembygd och dess sceneri och folklynne i en glänsande och bildrik poetisk form. Som episk diktare (bland annat i Duch stepi, Stäppens anda) är han betydligt svagare, däribland hans försök att finna en syntes mellan den gamla kosackandan och moderna polska åskådningar.